# Donja Lastva
Donja Lastva je naselje u Boki kotorskoj, u općini Tivat.

## Zemljopisni položaj
Nalazi se u Tivatskom zaljevu. Udaljena je četiri kilometra od općinskog središta Tivta, a sjeverozapadna granica je dijeli od susjednog mjestašca Lepetani. 

## Povijest
Naselje Lastva razvilo se uz crkvu svetoga Vida iz 9. stoljeća, a koja se prvi put spominje 1327. godine. Godine 1410. tamo je izgrađena crkva Male Gospe. Lastva je bila feudalni posjed peraške opatije svetoga Jurja te kotorskih crkava i samostana.

## Stanovništvo
Tablica ispod pokazuje rezultate popisa stanovništva provedenih u Dalmaciji za potrebe austrougarske uprave. U njima nisu navedeni podatci koji se odnose na narodnost anketiranog pučanstva.

### Austrougarski popisi stanovništva1880.–1910.
| Kretanje brojke stanovnika u Lastvi tijekom austrougarskih popisa stanovništva 1880. – 1910 |      |      |      |      |
| godina                                                                                      | 1880 | 1890 | 1900 | 1910 |
| Lastva                                                                                      | 672  | 680  | 754  | 717  |

### Nacionalni sastav po popisu 2011.
| Nacionalnost           | Broj | postotak |
| ---------------------- | ---- | -------- |
| Hrvati                 | 315  | 41.9%    |
| Crnogorci              | 232  | 30.9%    |
| Srbi                   | 122  | 16.3%    |
| Ostali/Neopredijeljeni | 82   | 10.9%    |
| Ukupno                 | 751  | 100%     |

### Nacionalni sastav po popisu 2003.
| Nacionalnost    | Broj | postotak |
| --------------- | ---- | -------- |
| Hrvati          | 362  | 49.4%    |
| Crnogorci       | 187  | 25.5%    |
| Srbi            | 136  | 18.6%    |
| Neopredijeljeni | 19   | 2.6%     |
| Ostali          | 29   | 4%       |
| Ukupno          | 733  | 100%     |

## Gospodarstvo
Do izgradnje Jadranske magistrale, pedesetih i šezdesetih godina prošloga stoljeća, stanovnici Donje Lastve, a i stanovnici ostalih naselja u općini, uglavnom su bili usmjereni na rad u Luci Arsenal u Tivtu, te na bavljenje tradicionalnim zanimanjima - pomorstvom, ribarstvom i zemljoradnjom. Nakon izgradnje moderne prometnice, na cijelom području uzimaju maha nove gospodarske grane, poglavito turizam.

## Kultura
- Hrvatska knjižnica „Ljudevit Gaj“", u prostorijama Radio Dux-a u Donjoj Lastvi[3][4]
- Dom kulture „Josip Marković"[5]
- dokumenti nađeni u župnom dvoru u Donjoj Lastvi, koji pokazuju da se u obližnjoj Gornjoj Lastvi u 18. st. pisalo hrvatskom glagoljicom. Vodio ih je tadašnji župnik u Gornjoj Lastvi, don Juraj Pinezić, rodom s otoka Krka. Matične knjige pisane su dijelom i glagoljicom, tzv. brzopisnom glagoljicom (ili glagoljičkim kurzivom).[6][7]
- Fešta od rogača u organizaciji Hrvatske krovne zajednice Dux Croatorum.[8]<[9]

## Mediji
- Radio Dux (od 2009.)

## Crkve u Donjoj Lastvi
- Crkva Svetog Roka (Donja Lastva)
- Crkva Svetog Mihovila
- Crkva Svete Terezije
- Crkva Gospe od Karmena[10]

## Ostale znamenitosti
Na lastovskoj rivi je stablo rogača koje predstavlja posebnu vrijednost i nalazi se pod zaštitom Općine Tivat posebnom Odlukom.

## Šport
- Boćarski klub Palma
- Ronilački klub Neptun-Mimoza

## Vanjske poveznice
http://wikii.itam.ws/index.php/Crkva_Sv._Roka_%28Donja_Lastva%29%5Bneaktivna+poveznica%5D